# 密叶十大功劳
密叶十大功劳（学名：Mahonia conferta）为小檗科十大功劳属的植物，是中国的特有植物。分布于中国大陆的云南等地，生长于海拔1,500米至2,100米的地区，常生于林中以及山坡阴处，目前尚未由人工引种栽培。